# (35469) 1998 ED3
1998 ED3 (asteroide 35469) é um asteroide da cintura principal. Possui uma excentricidade de 0.08403430 e uma inclinação de 7.05249º.
Este asteroide foi descoberto no dia 2 de março de 1998 por Paul G. Comba em Prescott.